# トヨタ・クラウンクロスオーバー
クラウン（クロスオーバー）（CROWN “CROSSOVER”）とは、トヨタ自動車が製造・販売している高級クロスオーバーSUV（以下CUV）。

## 概要
16代目クラウンの発表時に公開された4種類のボディタイプのうちの1つ。クラウンシリーズ史上初の横置きエンジンかつCUVであり、前輪駆動車用のGA-Kプラットフォームをベースとした四輪駆動のドライブトレインに、既存のノッチバックセダンと同様のキャビンとは独立したラゲッジスペースを有する、ファストバックスタイルの4ドアクーペの意匠を組み合わせている。

### グレード構成
RS/RS"Advanced"
2.4 L直4ターボエンジンにハイブリッドシステムを組み合わせた最上級グレード。21インチアルミホイール,本革内装,4眼LEDヘッドランプ,パドルシフトを標準装備。リヤ車名エンブレムが漆黒メッキとなる。"Advanced"は、コネクティッドナビの無料期間（購入から5年）が終了しても通常ナビとして使用が可能なディスプレイオーディオPlusが搭載されている（2024年4月の一部改良でRSにも標準装備）。"Advanced"は2024年4月の一部改良で廃止された。
G/G"Advanced"/G"Leather Package"/G"Advanced・Leather Package"
2.5 L直4エンジンとハイブリッドシステムの組み合わせ。上級ファブリック内装に12.3インチHDディスプレイが標準装備。"Advanced"はドライブレコーダーを搭載し、"Leather Package"は本革内装などの一部分がRS同等の装備となる。"Advanced・Leather Package"はその両方を兼ね揃える。"Advanced"、"Leather Package"、"Advanced・Leather Package"は2024年4月の一部改良で廃止。
X
2.5 L直4エンジンとハイブリッドシステムを組み合わせたベースグレード。Bi-Beam LEDヘッドランプを標準装備。本グレードのみ、ディスプレイオーディオレスになっている（T-Connectは装備）。
全グレードToyota Safety Senseと12.3インチTFT液晶のデジタルメーター、左右独立オートエアコンを標準装備している。
Z
2024年4月の一部改良で新設されたグレード。2.5Lハイブリッドの最上位モデルにあたる。ディスプレイオーディオPlus、本革シート等を装備し、G"Advanced・Leather Package"相当の装備が備えられている。
RS/G"Leather Package"/G/Xは2023年1月以降に生産が開始された。

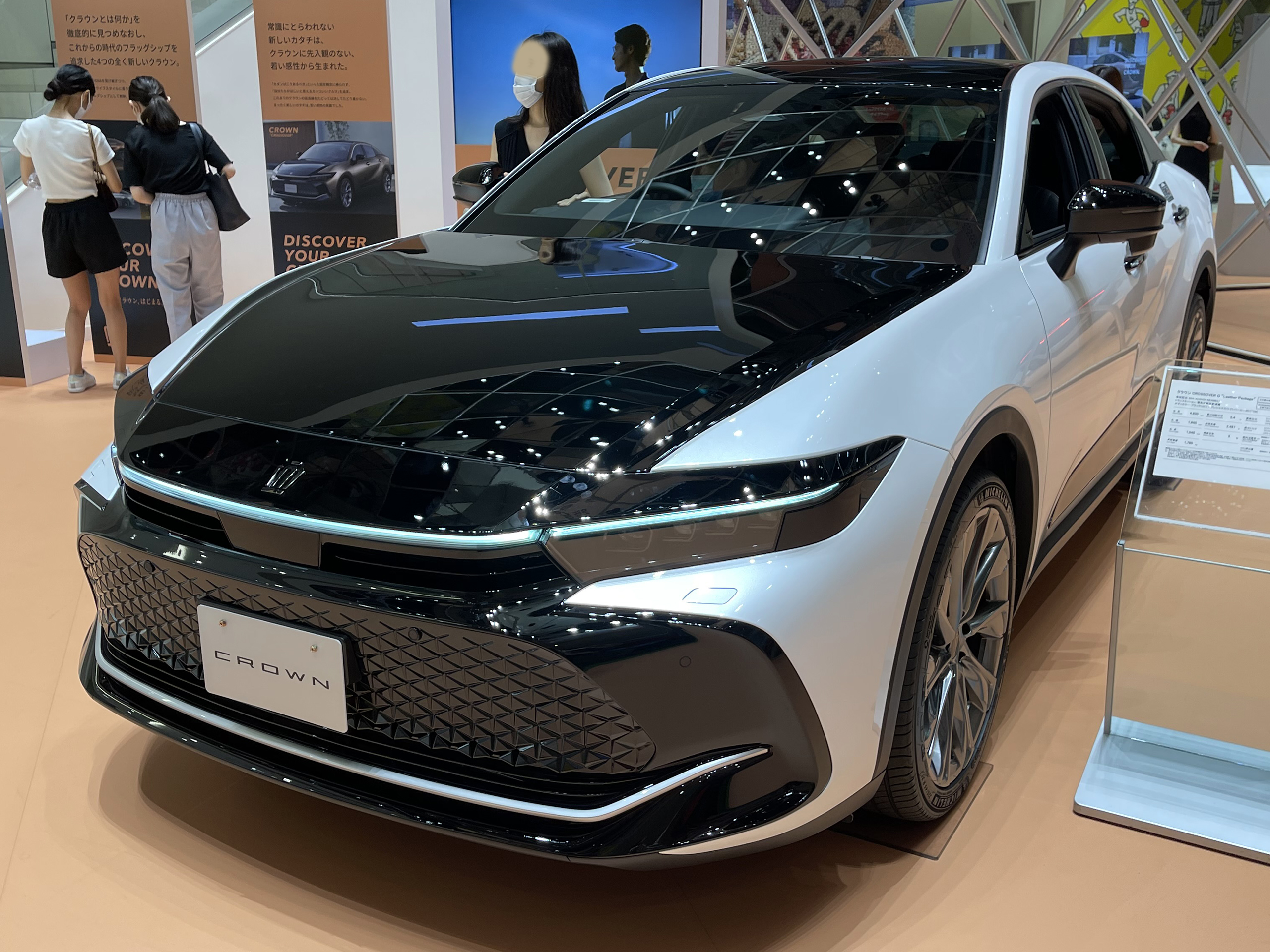
2022年9月販売型 G"Leather Package" フロント
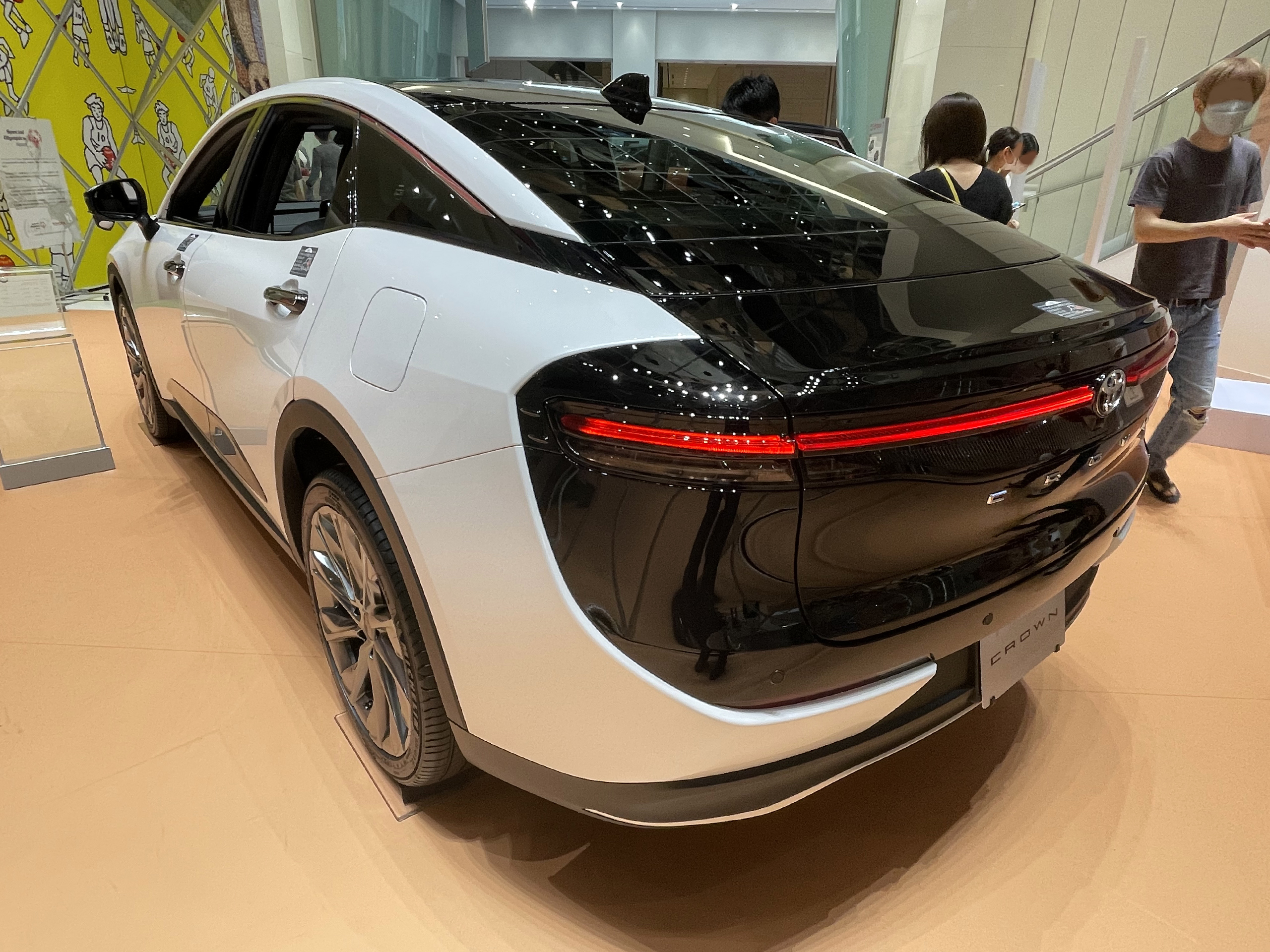
2022年9月販売型 G"Leather Package" リア
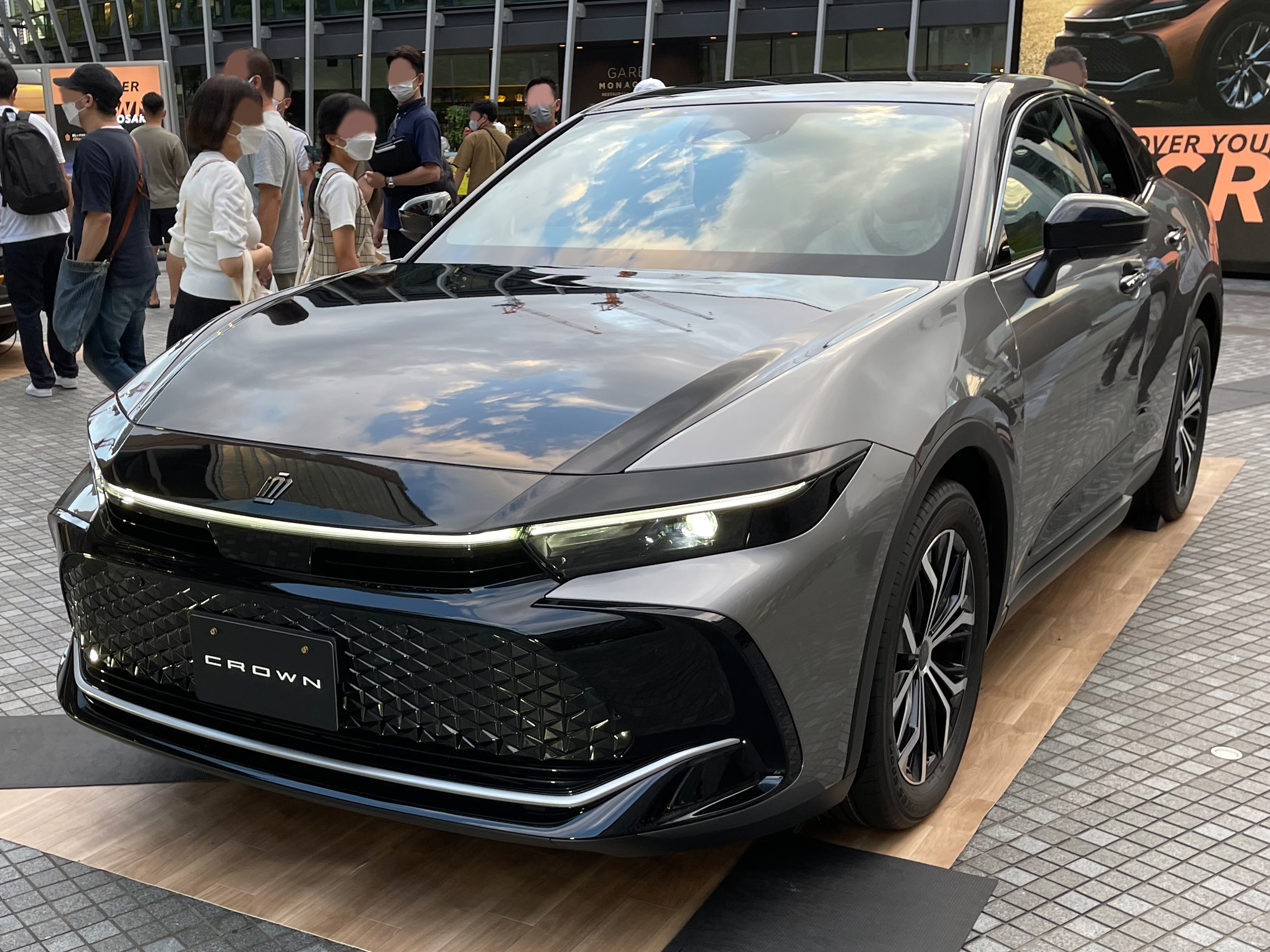
2022年9月販売型 G"Advanced" フロント
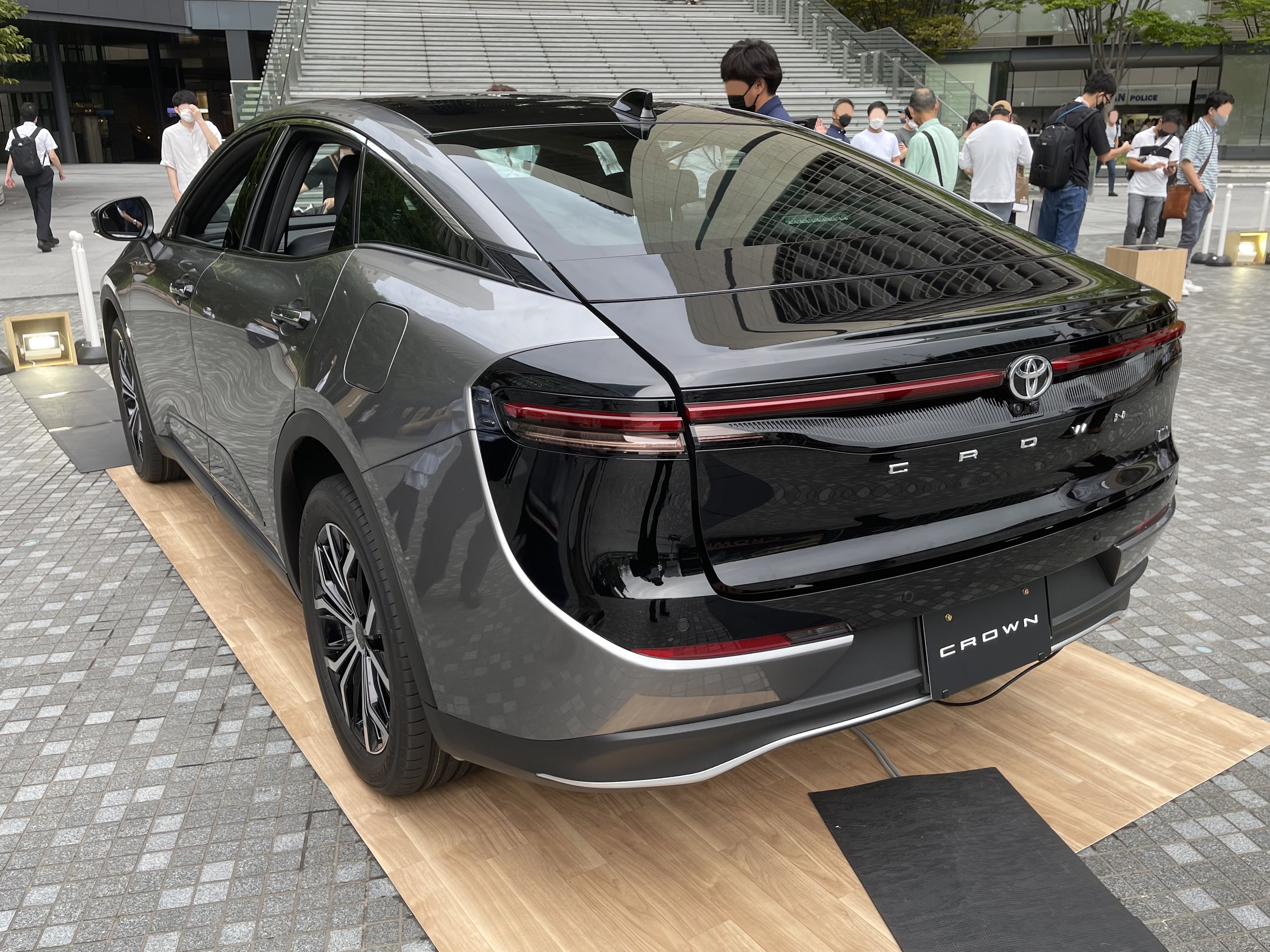
2022年9月販売型 G"Advanced" リア
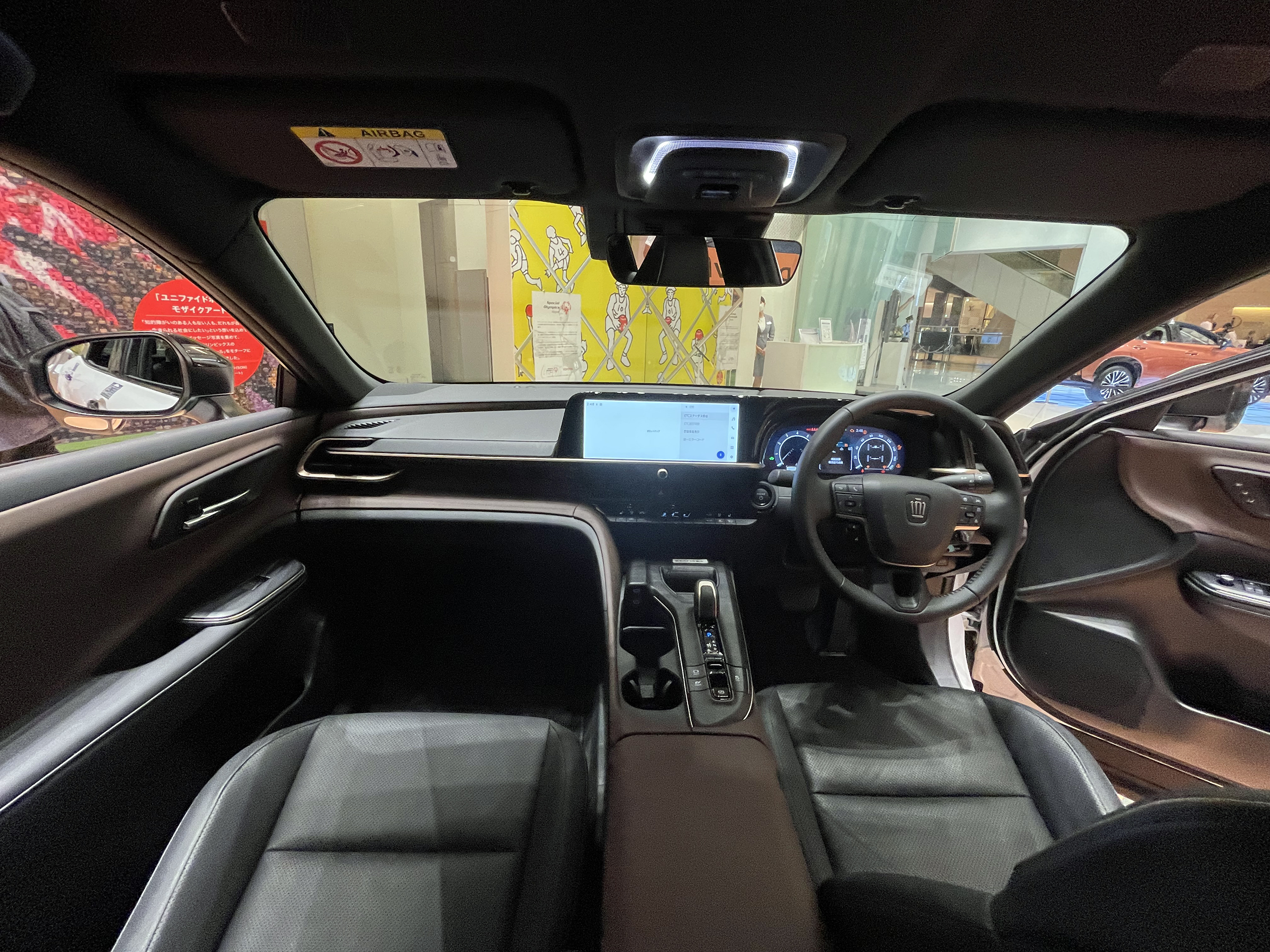
2022年9月販売型 G"Leather Package" インテリア
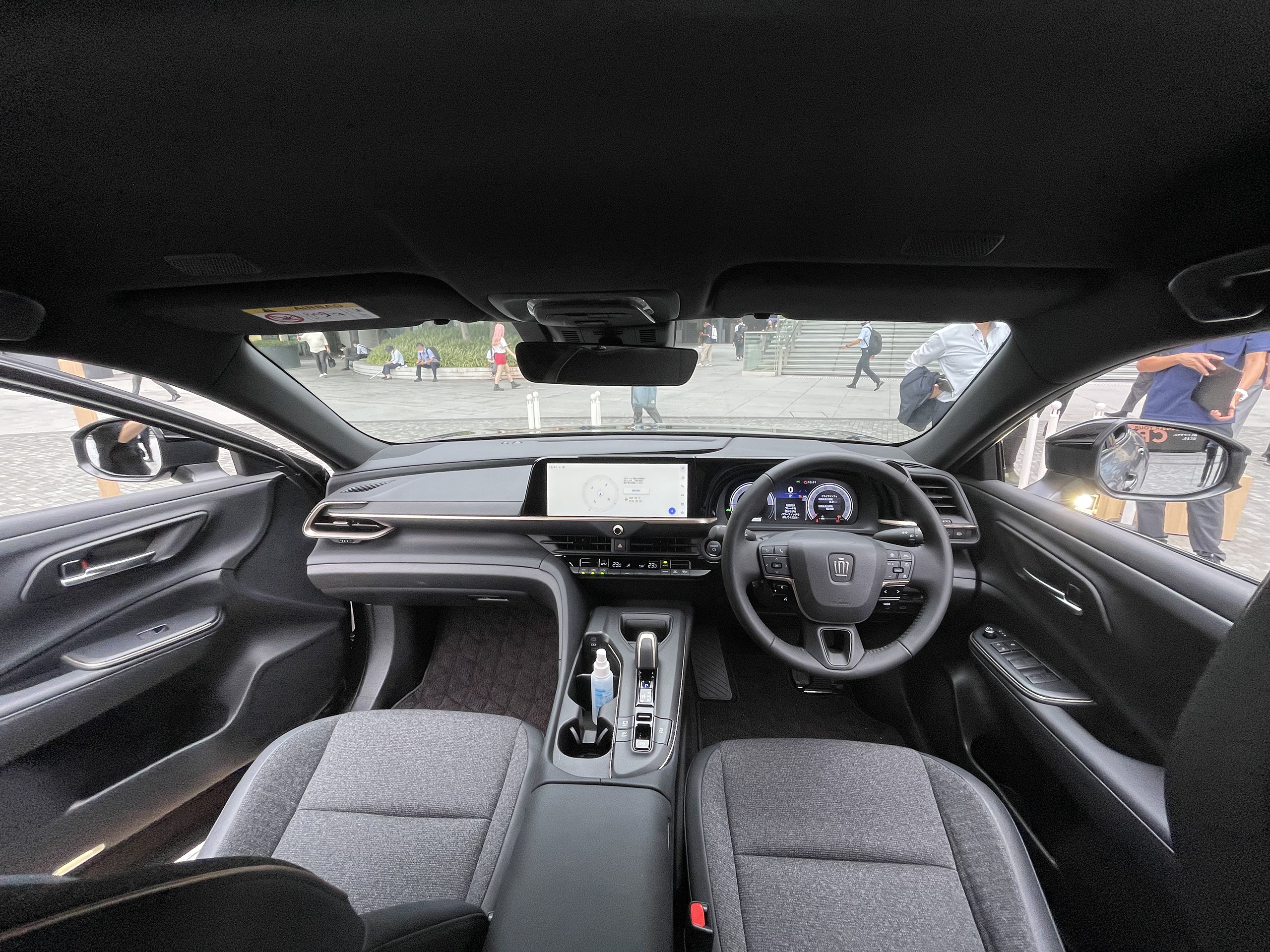
2022年9月販売型 G"Advanced" インテリア
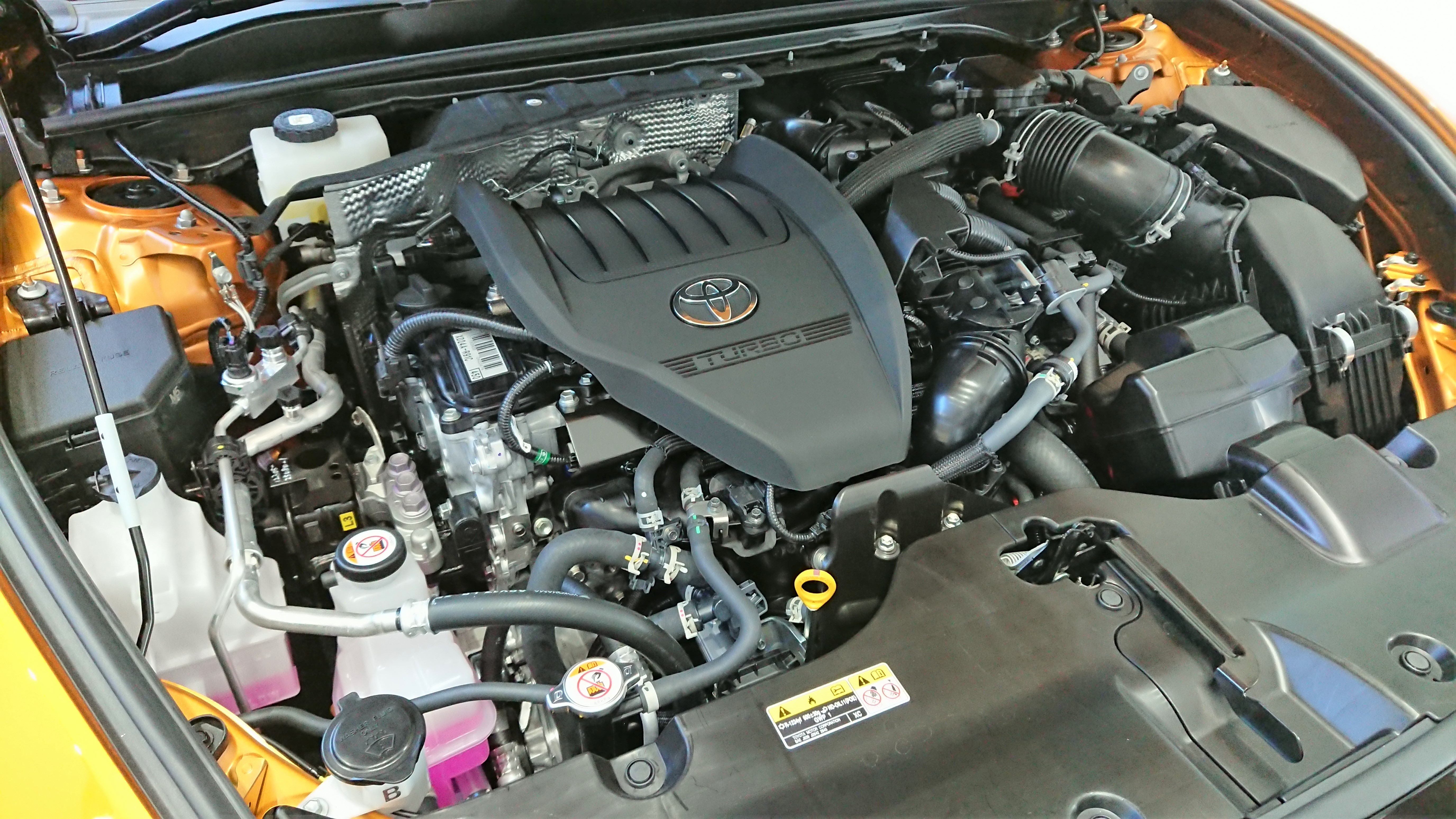
2022年9月販売型 RS"Advanced" 2.4 Lターボハイブリッド
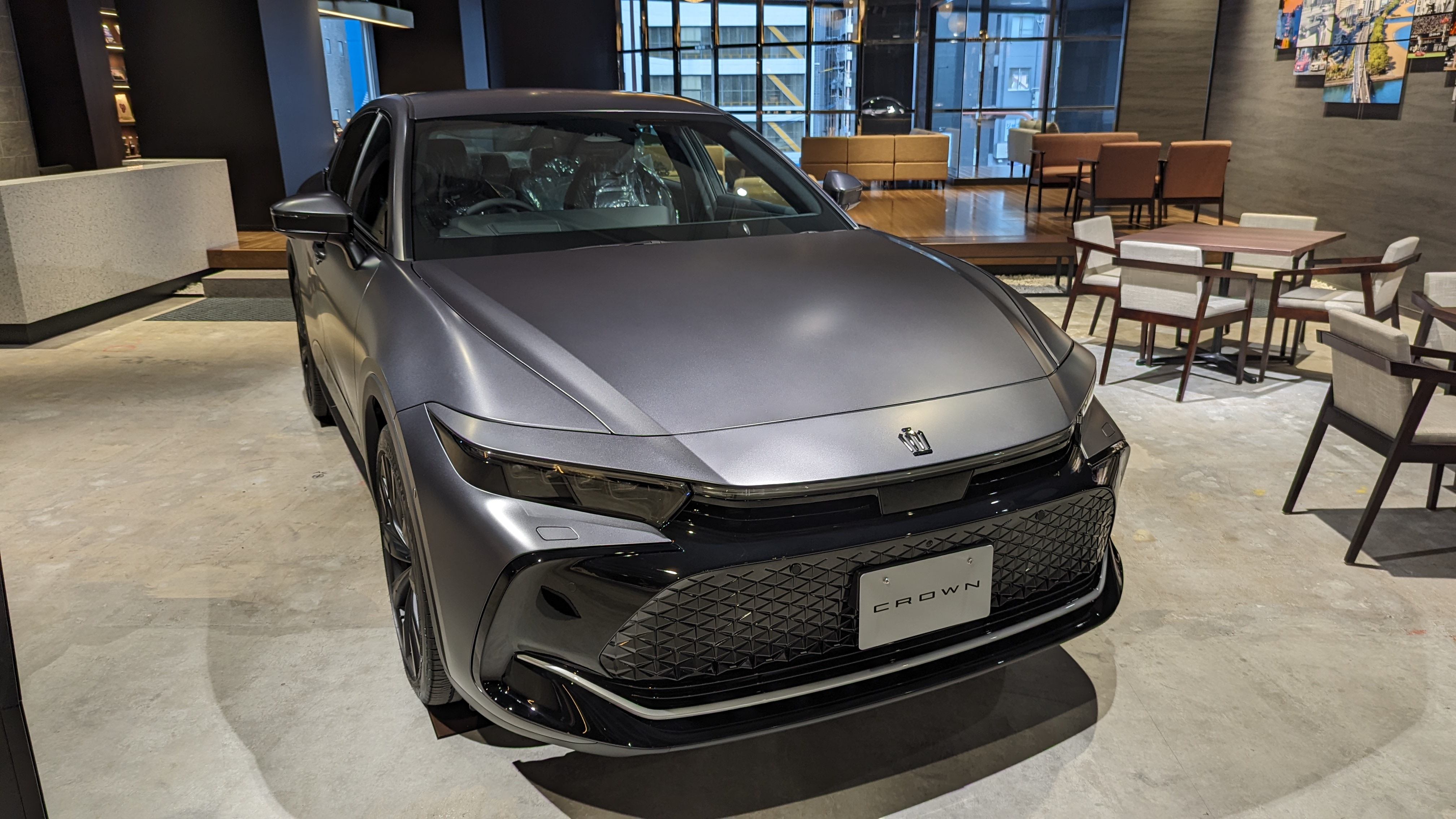
2023年12月販売型 RS“Advanced・THE LIMITED-MATTE METAL” フロント
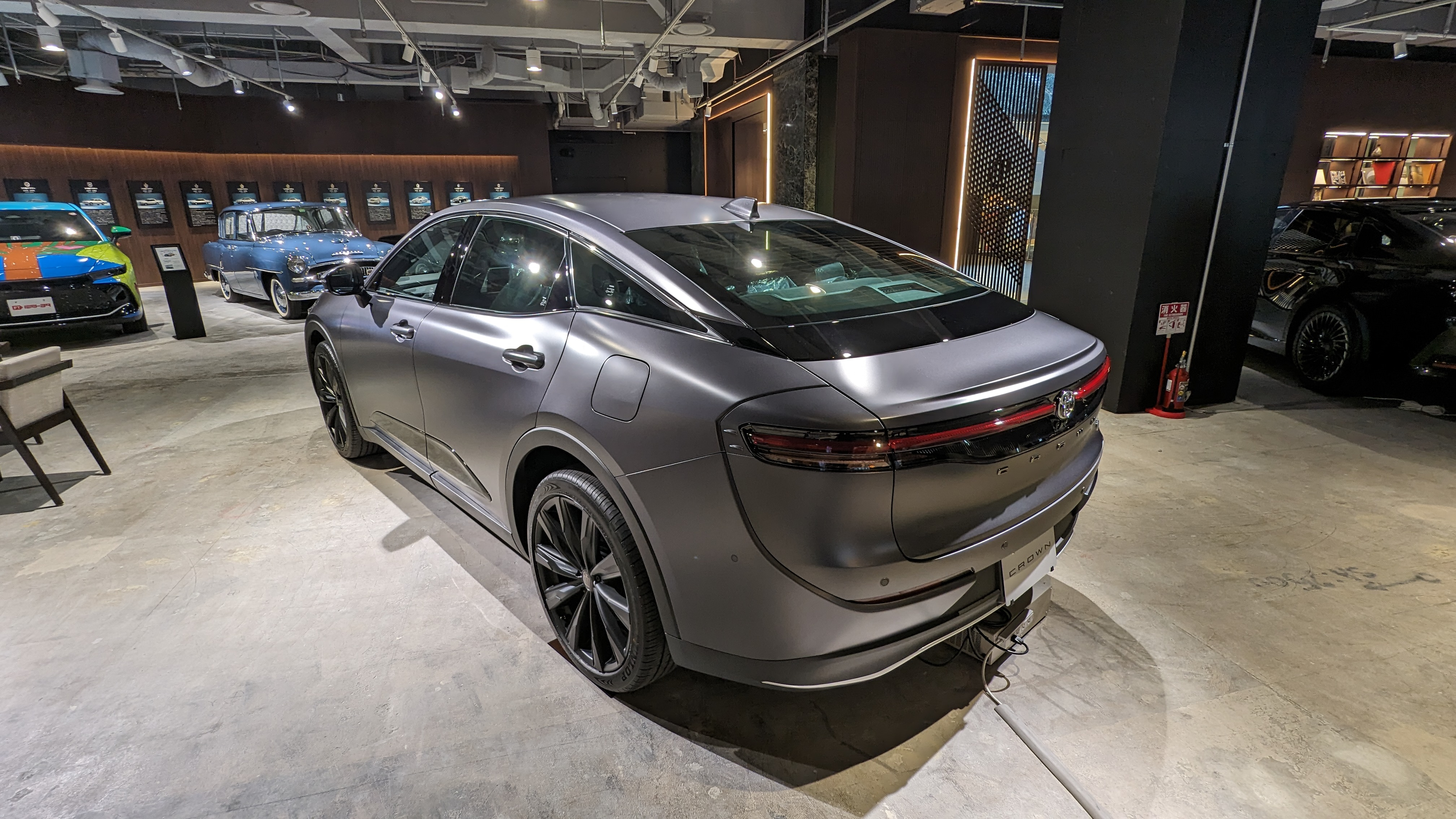
2023年12月販売型 RS“Advanced・THE LIMITED-MATTE METAL” リア
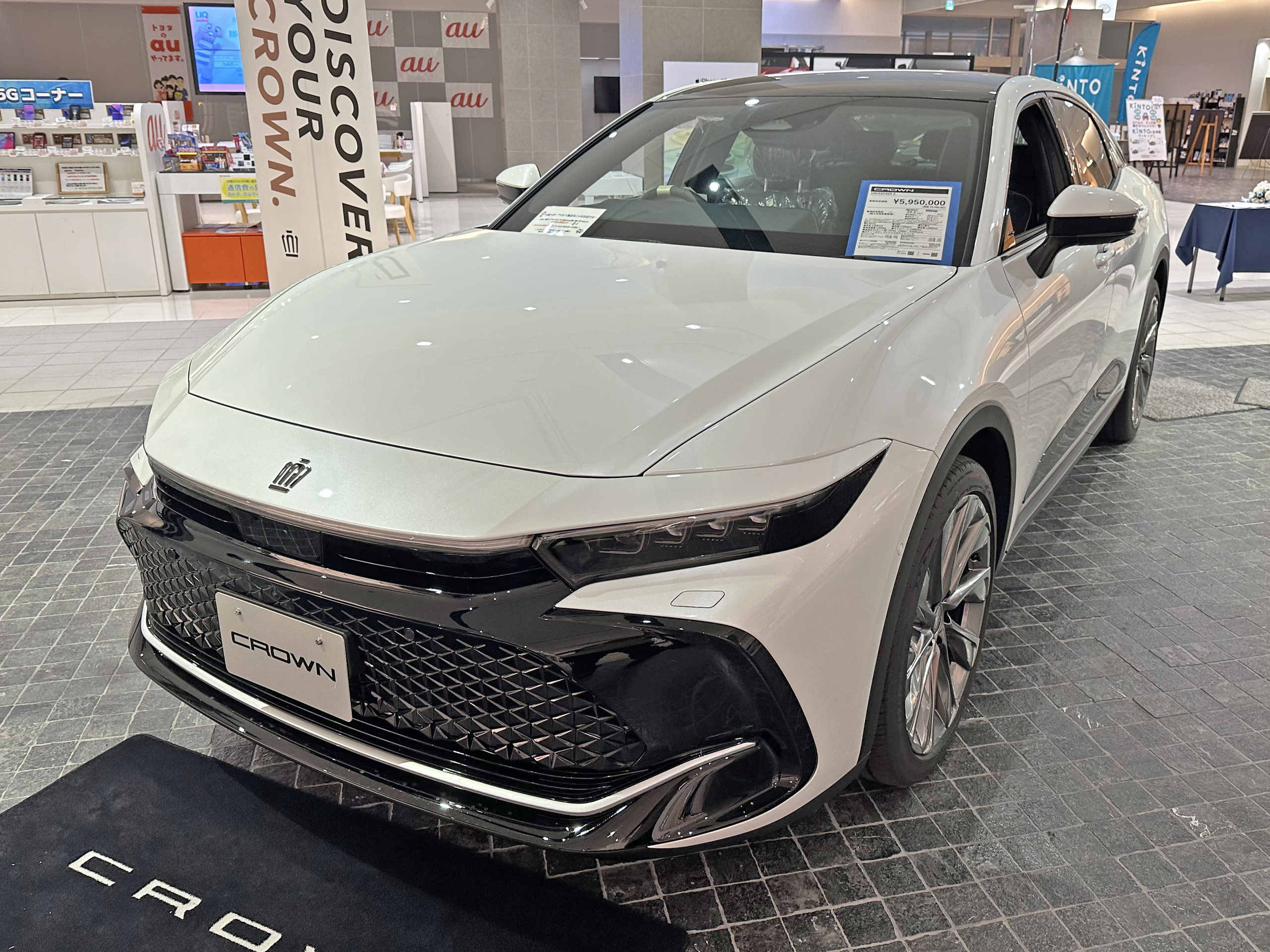
2024年4月改良型 Z フロント
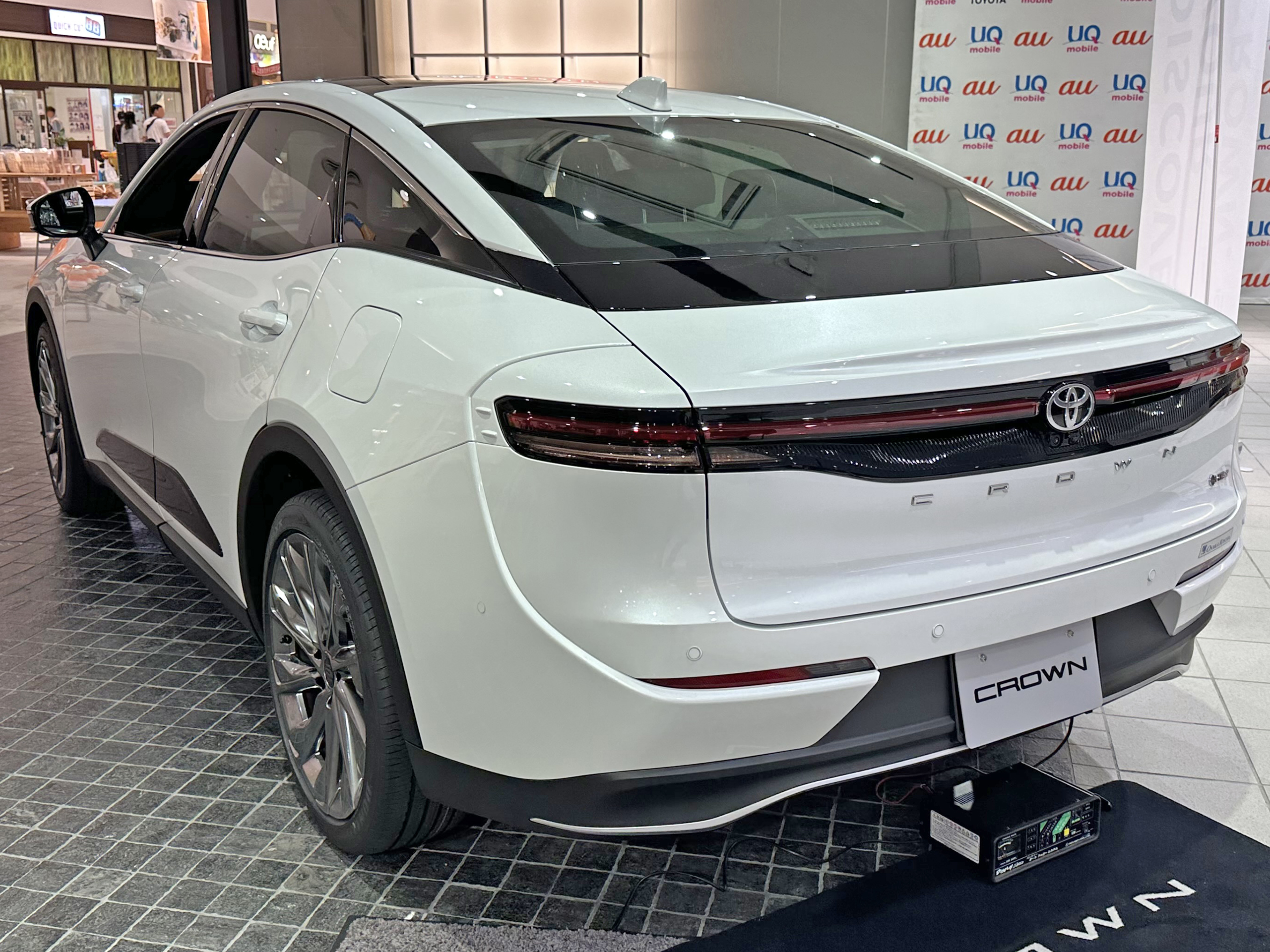
2024年4月改良型 Z リア
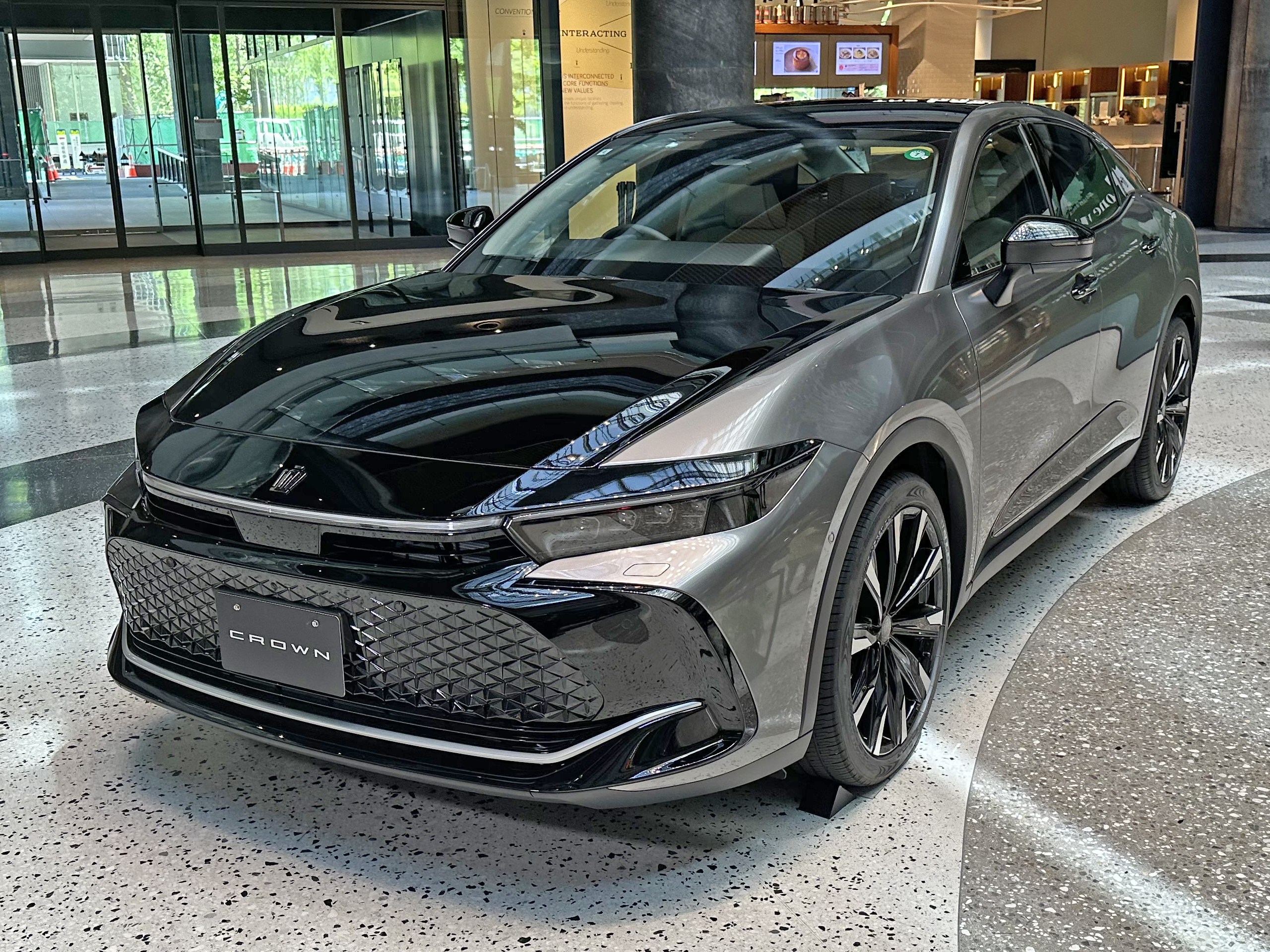
2024年4月改良型 RS フロント
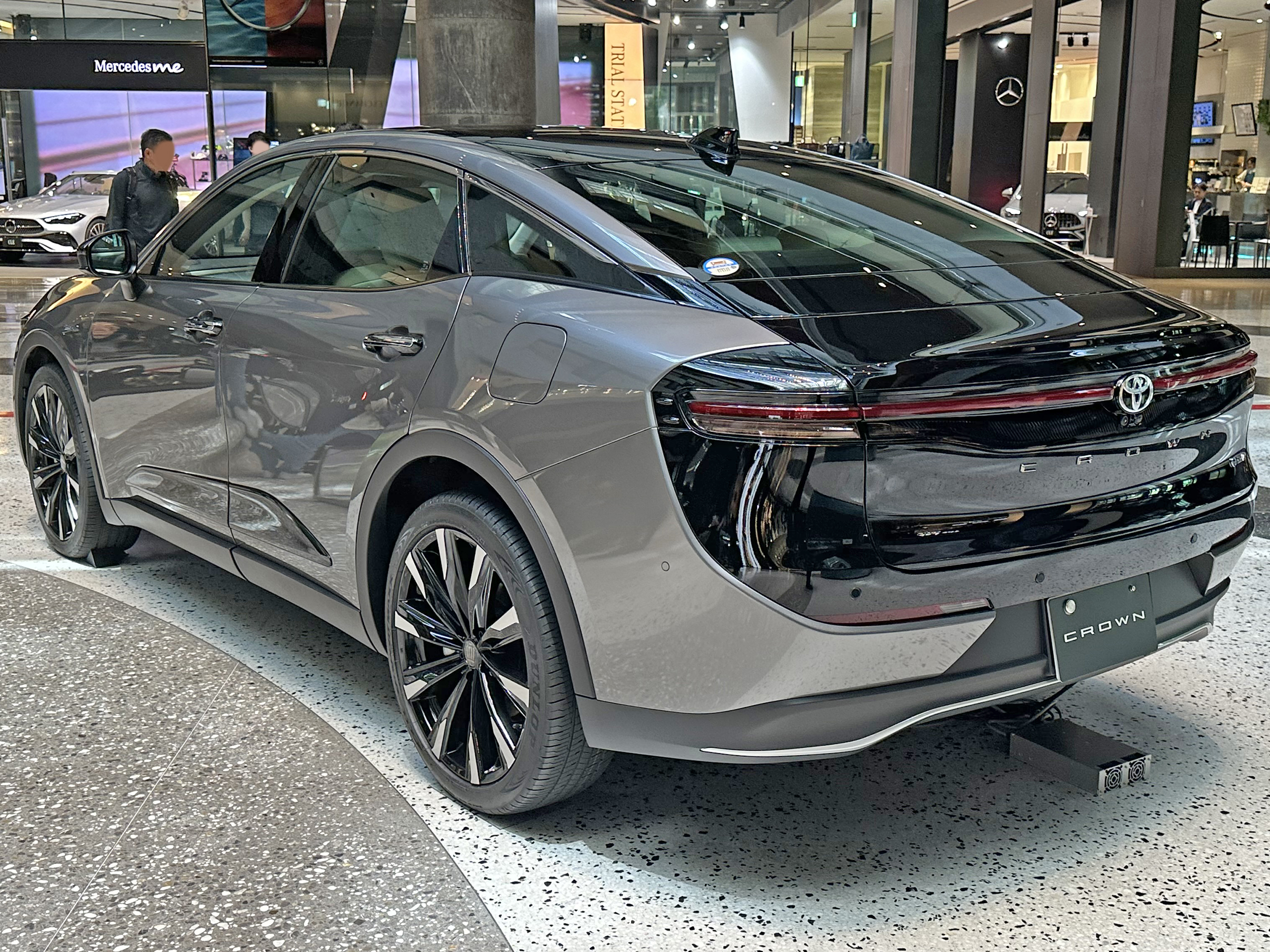
2024年4月改良型 RS リア
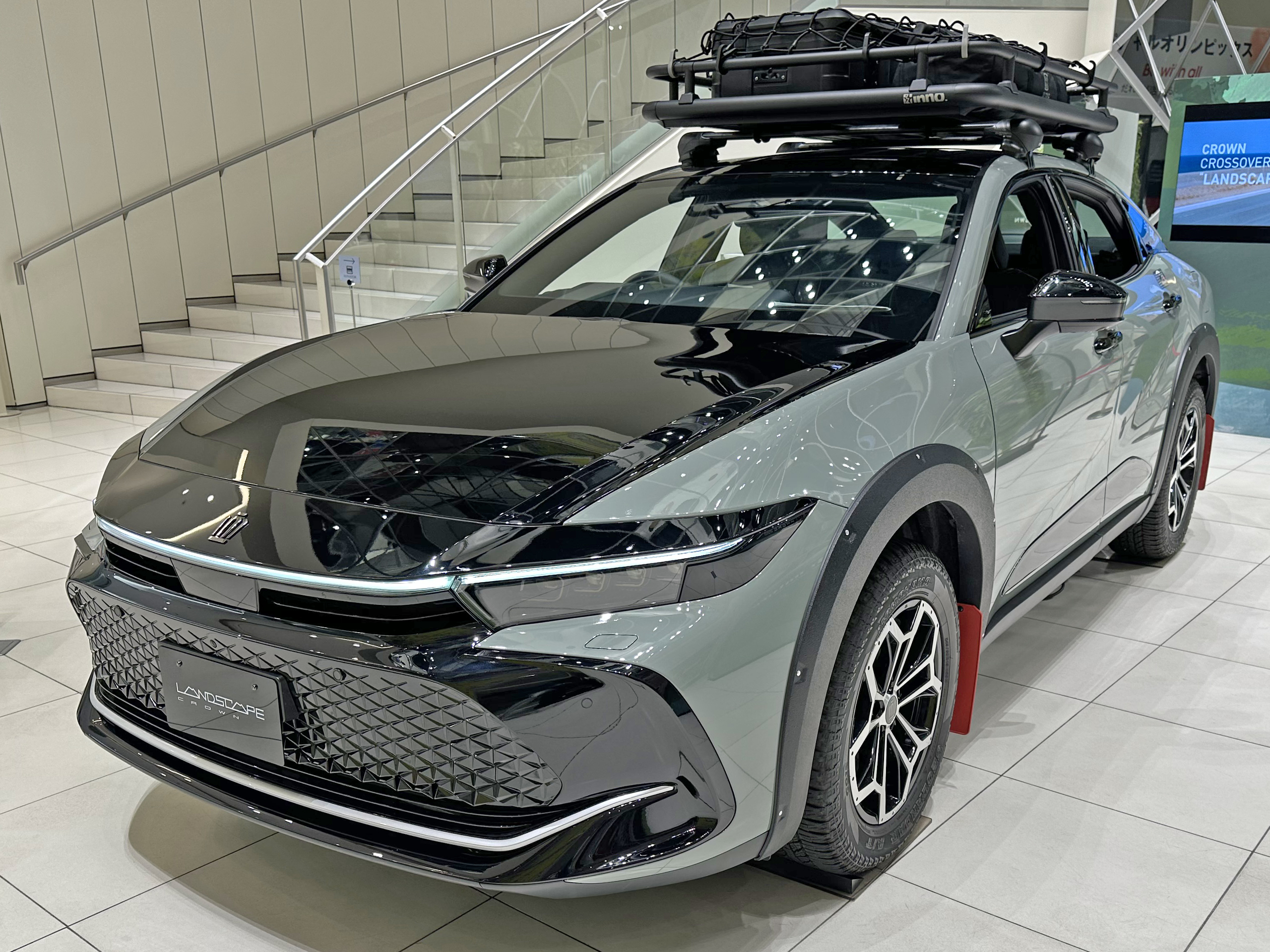
2024年4月改良型 RS“LANDSCAPE” フロント
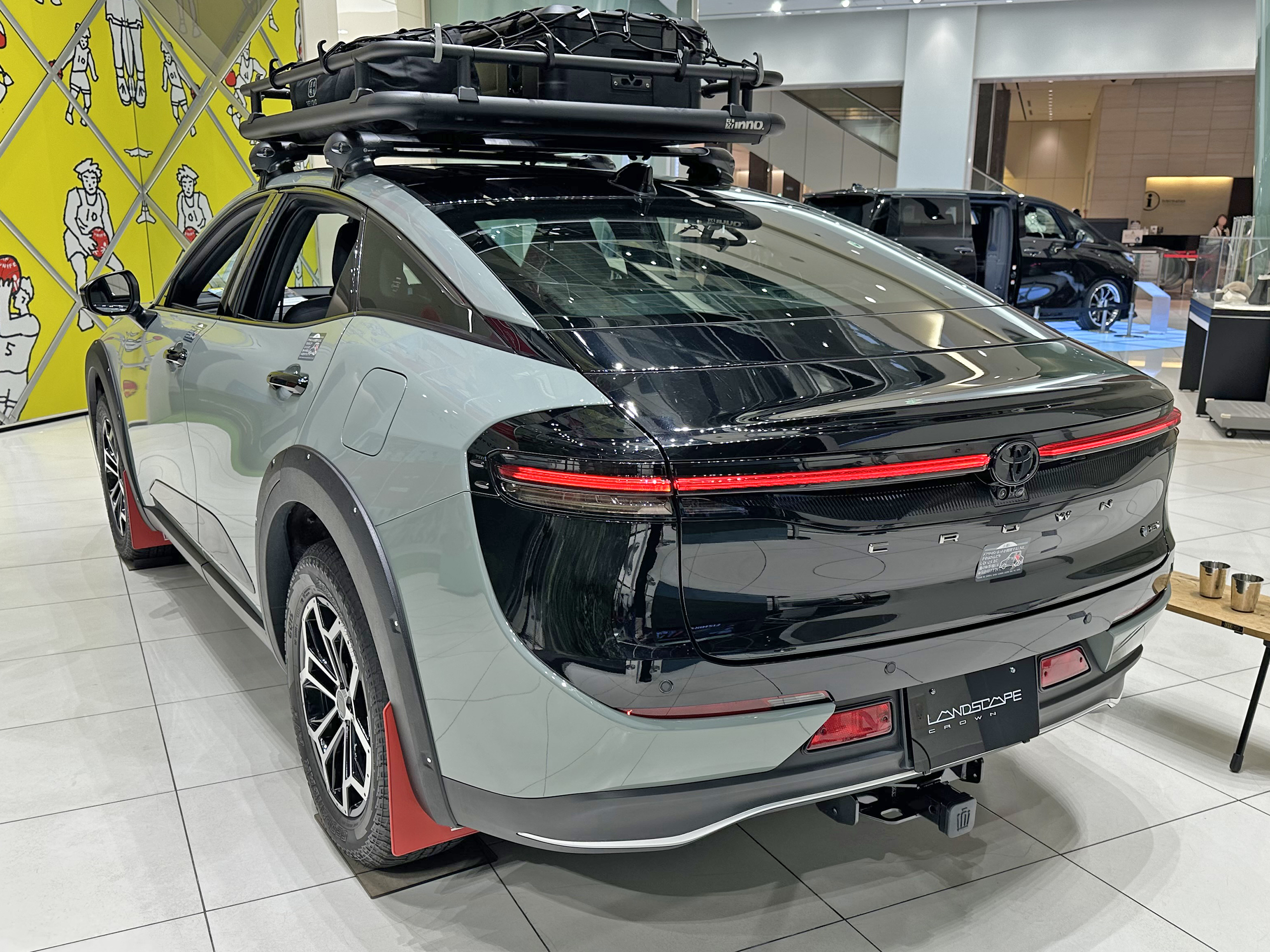
2024年4月改良型 RS“LANDSCAPE” リア
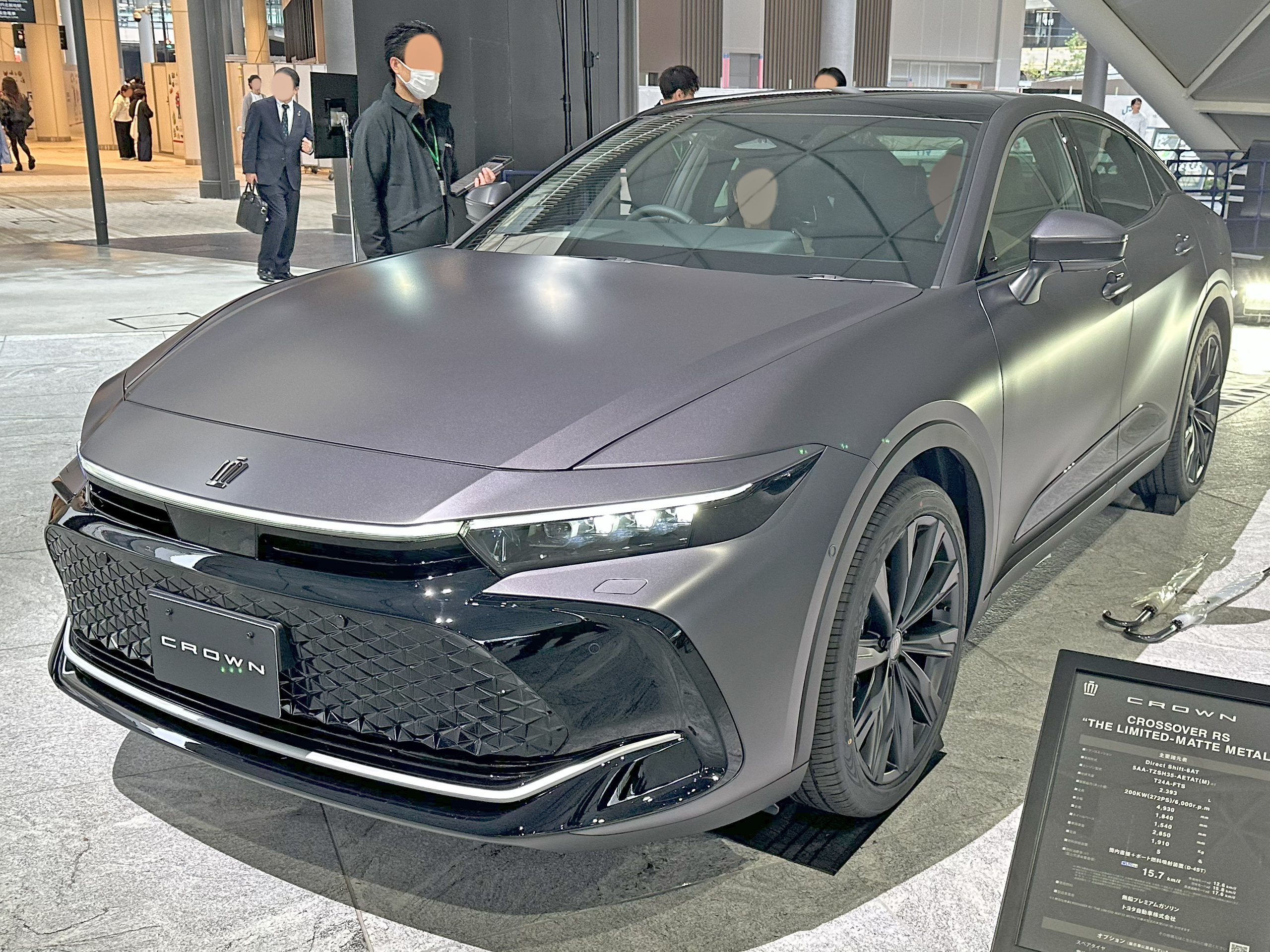
2024年4月改良型 RS"THE LIMITED-MATTE METAL" フロント
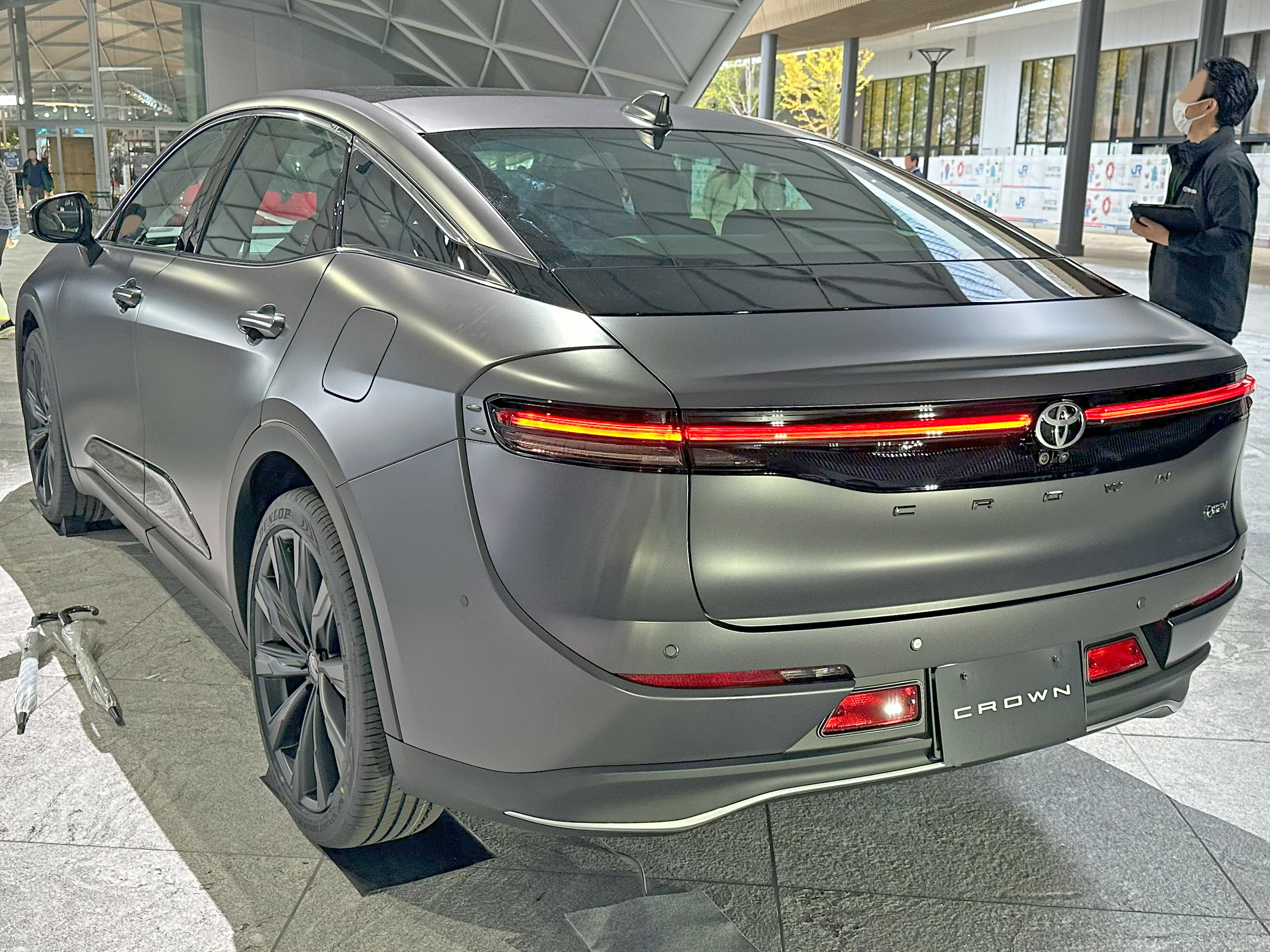
2024年4月改良型 RS"THE LIMITED-MATTE METAL" リア
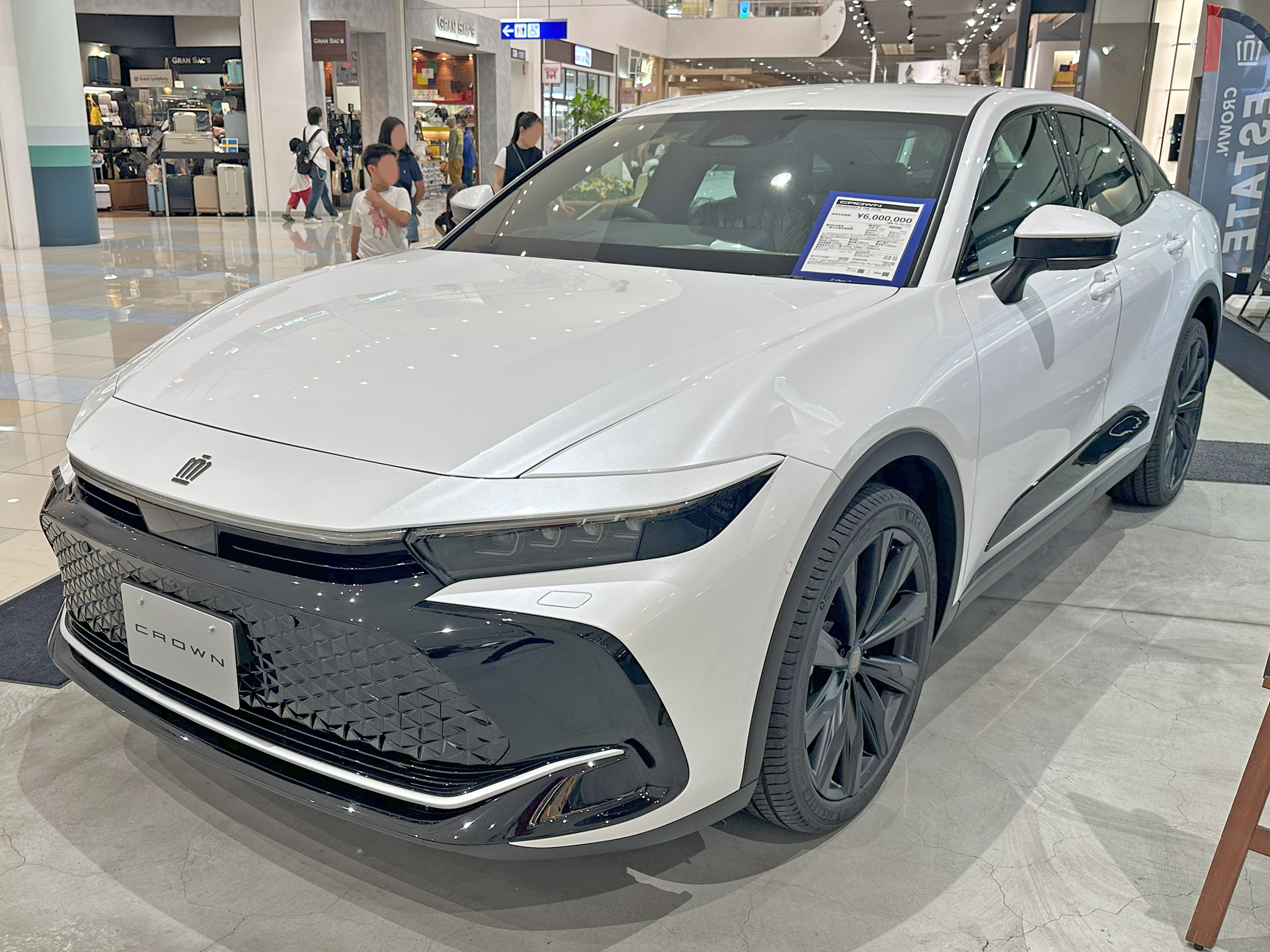
2025年4月販売型 Z"THE 70th" フロント
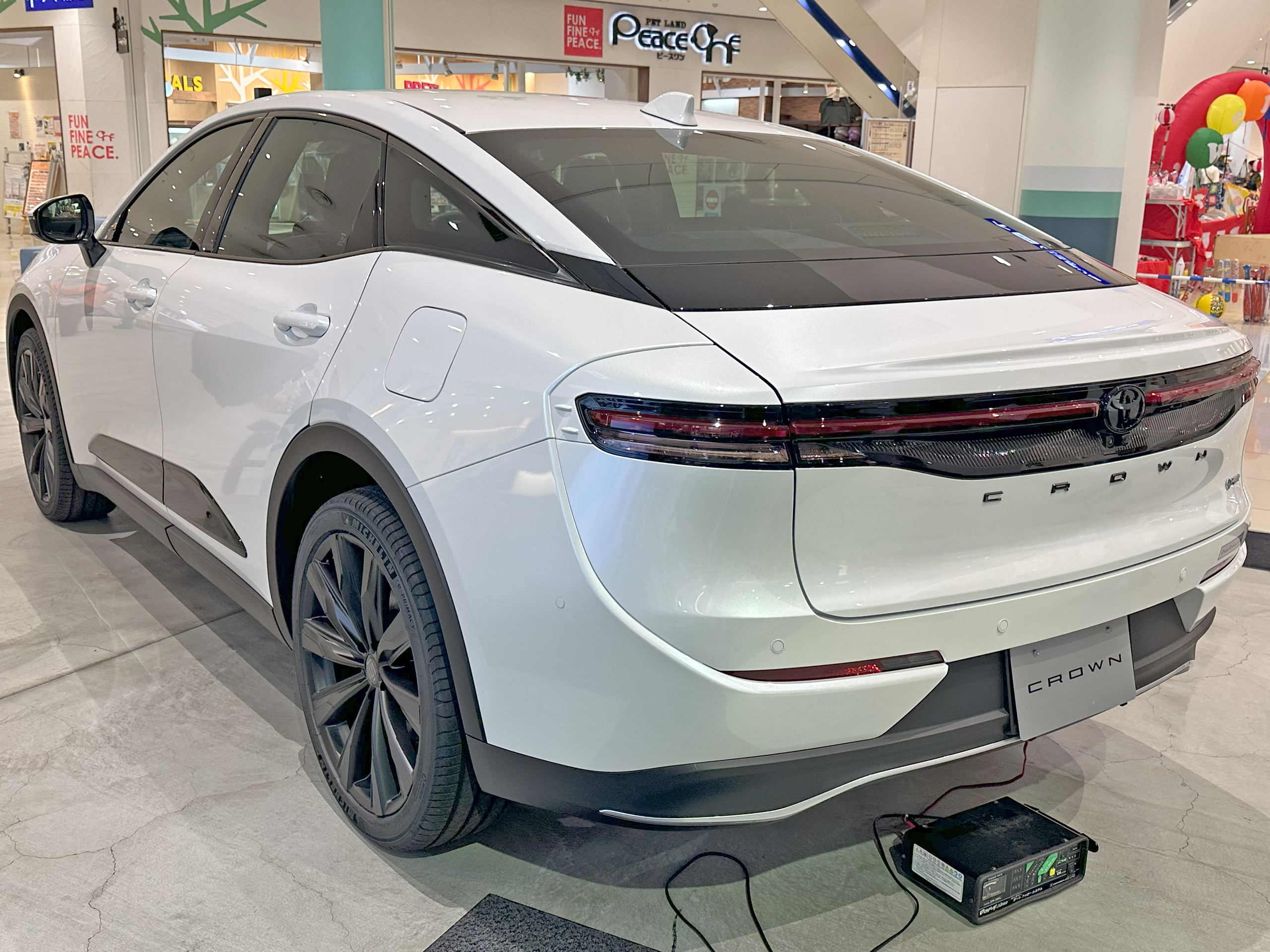
2025年4月販売型 Z"THE 70th" リア

### パワートレイン
全グレードハイブリッドのみで、2.4 Lターボではトヨタ初の「デュアルブーストハイブリッドシステム」を搭載している。
駆動方式はFF + リア電動の四輪駆動のみで、2.5 Lハイブリッド車はE-Four、2.4 Lターボハイブリッド車はE-Four Advancedを搭載している。

### 年表
2022年7月15日
オンラインで開催されたワールドプレミアで発表された。
2022年9月1日
「G“Advanced”」と「G“Advanced Leather Package”」を発売開始。
2023年12月11日
「CROSSOVER RS"Advanced"」をベースにボディカラーをマットメタルにして特別装備を追加した「CROSSOVER RS“Advanced・THE LIMITED-MATTE METAL”」を旗艦店「THE CROWN」（横浜都筑・福岡天神）で限定発売。但し、THE CROWN 福岡天神は入荷数が少ないため予約販売かつ抽選となる。特徴として、ボディカラーにマットながら特殊表面処理（TMコート）で日々のお手入れを楽にしたマットメタル色を採用。アルミホイールに関してもマットカラーを施し、インテリアもブラックルーミッシュインサイドドアハンドル（ウォームスティール加飾）やインストルメントパネルへの専用レーザー加飾や安全装備を特別に追加した。
2024年4月4日
一部改良及び特別仕様車「CROSSOVER RS"LANDSCAPE"」が発表・発売された。
一部改良では「CROSSOVER RS」・「CROSSOVER G」・「CROSSOVER X」に新設の「CROSSOVER Z」を加えた4グレード体系に整理され、"Advanced"及び"Leather Package"が廃止された。それに伴い、ハンズフリーパワートランクリッド、イージークローザー、カラーヘッドアップディスプレイは「CROSSOVER X」を除く全車に装備され、従来は「CROSSOVER RS"Advanced"」のみに装備されていたディスプレイオーディオPlusは「CROSSOVER RS」と「CROSSOVER Z」に標準装備された。ボディカラーが一部変更となり、「CROSSOVER RS」専用のブラック×プレシャスレイ（メーカーオプション）が廃止される代わりに、マッシブグレー（「CROSSOVER X」を除く、ツートーン仕様のブラック×マッシブグレー(メーカーオプション)を含む）が追加され、プレシャスブロンズ（メーカーオプション、ツートーン仕様のブラック×プレシャスブロンズを含む）が「CROSSOVER RS」にも設定可能となった。内装色には「CROSSOVER RS」・「CROSSOVER Z」専用色としてブラック/サドルタンが追加された。なお、今回の一部改良でリアに装着されているハイブリッドシンボルマーク（HYBRID SYNERGY DRIVE）は、既に採用されているスポーツやセダンモデルと同じ“BEYOND ZERO”タイプの「HEV」エンブレムへ変更された。
「CROSSOVER RS"LANDSCAPE"」は「CROSSOVER RS」をベースに、最低地上高が約25mmアップするとともに、タイヤ・アルミホイールを18インチにサイズダウンしてタイヤを全天候対応のオールテレインタイプに変更。GORI GORI BLACK塗装の専用オーバーフェンダーモール、王冠マーク入りのレッドのマットガード、キャップに王冠マークの刻印が入ったトーイングヒッチ、リアフォグランプ、寒冷地仕様が特別装備される。リアシートは長尺や大型の荷物の積載が可能な60/40分割可倒式となる。ボディカラーは特別設定色のブラック×アーバンカーキのみとなる。
なお、旗艦店「THE CROWN（横浜都筑・愛知高辻・福岡天神）」限定販売の特別仕様車「CROSSOVER RS“Advanced・THE LIMITED-MATTE METAL”」はベースグレードをCROSSOVER RSに変更し、名称を「CROSSOVER RS“THE LIMITED-MATTE METAL”」に変更して継続設定される。
2025年4月2日
クラウン生誕70周年を記念した特別仕様車「THE 70th」を発売。「CROSSOVER RS」及び「CROSSOVER Z」をベースに、エクステリアはボディカラーにプレシャスメタル×プレシャスホワイトパール及びプレシャスメタル×ブラックと『THE 70th』ロゴをあしらった専用のサイドデカールを本車のみのメーカーオプションとして設定し、マットブラック塗装の21インチアルミホイール、ブラック塗装のリアトヨタエンブレムを、インテリアは本車のみの特別色ブラックラスターを採用し、THE 70th』ロゴをあしらったプレミアムシフトノブ、助手席側に専用レーザー加飾を施したインストルメントパネル、クラウン専用キー、プロジェクションカーテシイルミ、リサイクルレザーマニュアルケースを特別装備として追加した。「CROSSOVER RS」ベースはそれに加え、スポーツシート（本革スポーツレザー/レッドステッチ付）、本革巻き3本スポークステアリングホイール（ディンプル加工付き）、アルミペダルを追加した。